# Rotylenchoides intermedius
Rotylenchoides intermedius är en rundmaskart. Rotylenchoides intermedius ingår i släktet Rotylenchoides och familjen Hoplolaimidae. Inga underarter finns listade i Catalogue of Life.